# Adam Weisskopf

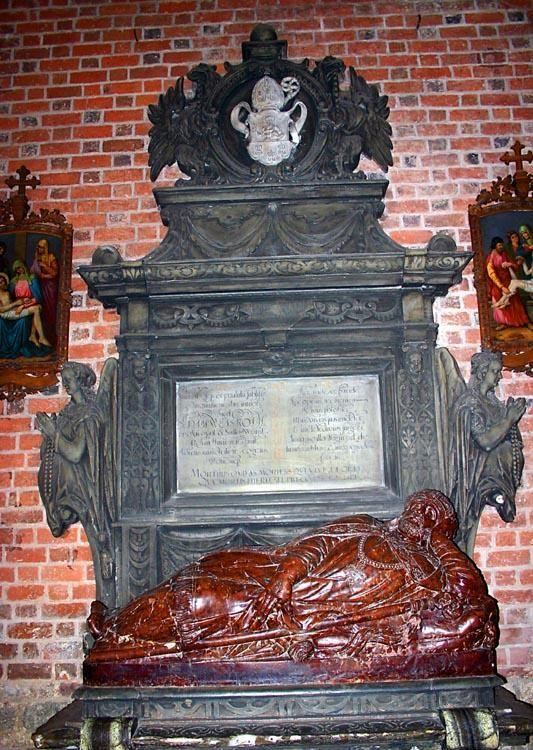
Grabmal des Weihbischofs Adam Weisskopf im Breslauer Dom

Adam Weisskopf (auch Adam Weißkopf; * 3. Oktober 1533 in Neisse, Fürstentum Neisse; † 10. September 1605) war von 1576 bis 1605 Titularbischof von Nicopolis (Nicopolitanus) und von 1577 bis 1602 Weihbischof in Breslau.

## Leben
Adams Eltern waren Georg Weißkopf und Katharina geb. Pyrn. Mitglieder der Familie standen in bischöflichen und landesherrlichen Diensten. Adams älterer Bruder Stanislaus war Leibarzt des Breslauer Bischofs Balthasar von Promnitz und dessen gleichnamiger Sohn war 1577–1593 Domherr am Breslauer Dom. Georg, ein weiterer Bruder Adams, bekleidete unter den Bischöfen Promnitz und Logau wichtige Ämter; unter Bischof Martin von Gerstmann war er Schlosshauptmann von Ottmachau.
Adam Weisskopf studierte an der Universität Krakau, wo er 1563 den Abschluss eines Magisters erwarb. Am 6. März 1563 wurde er in Krakau zum Priester geweiht. Von 1562 bis 1587 war er Mitglied des Neißer Kollegiatstifts. 1563 wurde er Domherr am Breslauer Dom und Kanoniker der Breslauer Kreuzkirche. Zudem war er Pfarrer von St. Nikolaus vor den Mauern in Breslau und ab 1573 Domkantor.
Nach über 30-jähriger Vakanz wurde Adam Weisskopf am 17. Dezember 1576 von Papst Gregor XIII. zum Titularbischof von Nicopolis (Nicopolitanus) und zum Weihbischof in Breslau ernannt. Die Bischofsweihe erfolgte am 8. September 1577 durch den Breslauer Bischof Martin von Gerstmann. Von 1586 bis 1599 war er zudem Propst der Breslauer Augustiner-Chorherren, obwohl er dem Orden nicht angehörte. Während seiner Amtszeit weihte er viele Priesteramtskandidaten zu Priestern. Auch zahlreiche andere weihbischöflichen Handlungen sind überliefert.
Wegen seines hohen Alters resignierte er 1602 auf die Domkantorei sowie als Weihbischof. Drei Jahre später starb er. Sein Leichnam wurde im Breslauer Dom beigesetzt. Die Tumba aus geschliffenem Porphyr mit der lebensgroßen Figur des Verstorbenen wurde noch zu seinen Lebzeiten aufgestellt.